# Mass Effect (jeu vidéo)
Pour l’article homonyme, voir Mass Effect (série de jeux vidéo).
Mass Effect est un jeu vidéo de science-fiction de type action-RPG, réalisé par l'équipe de développement canadienne BioWare et écrit par l'auteur canadien Drew Karpyshyn, qui est déjà à l'origine de nombreux jeux estampillés Bioware dont Jade Empire et Star Wars: Knights of the Old Republic. Le jeu est disponible depuis novembre 2007 sur Xbox 360, en juin 2008 sur Windows, et par la suite sur Playstation 3 en 2012 dans la compilation Mass Effect Trilogy.
Les évènements du jeu se déroulent en 2183 dans la Voie lactée, période durant laquelle l'humanité est désormais capable de se déplacer dans la galaxie grâce à l'effet cosmodésique, connu des autres espèces sous le nom de « Mass Effect », à la suite de découvertes technologiques d'origine extraterrestre sur la planète Mars. Le jeu met en scène le commandant Shepard, membre de l'Alliance interstellaire, dans sa traque d'un agent renégat qui tente de concrétiser l'arrivée des Moissonneurs (en), une race composée de vaisseaux conscients qui menace la galaxie.
Mass Effect est le premier épisode d'une trilogie et le dernier jeu de BioWare avant la fusion avec Electronic Arts.

## Trame

### Univers
En 2148, la découverte sur Mars de vestiges d'une civilisation autrefois très avancée et désormais disparue, les Prothéens, a permis à l'humanité d'effectuer un bond technologique majeur, lui donnant les moyens de voyager à travers l'espace en atteignant une vitesse supraluminique. À la suite de cette découverte, il s'avère que Charon, le satellite de Pluton n'est pas d'origine naturelle mais est en fait un « relais cosmodésique », une technologie prothéenne permettant de se déplacer quasi-instantanément d'un relais à un autre, où qu'il se trouve dans la Voie lactée. Commence alors une phase d'exploration spatiale et la constitution de l'Alliance, une sorte de super-État regroupant toutes les nations de la Terre en vue de l'exploration et de la défense des intérêts de l'humanité. Peu après cette phase d'expansion, un premier contact est fait avec une civilisation extraterrestre évoluée, les Turiens. C'est ainsi que l'Alliance est progressivement intégrée au sein d'une communauté galactique vivant autour des relais et ayant pour capitale une immense station spatiale nommée Citadelle, située au point de convergence d'un très grand nombre de relais.

### Résumé

#### Prologue
Le jeu se déroule en 2183, quelques décennies après la découverte martienne. L'Alliance dispose alors d'une ambassade sur la Citadelle et a entamé de longue date des tractations pour qu'un humain intègre enfin le cercle prestigieux des Spectres, un corps d'agents d'élite au-dessus des lois et n'obéissant qu'au Conseil, l'instance dirigeante suprême de la Citadelle. Un vaisseau spatial expérimental, le Normandy, vient d'être construit pour l'Alliance en coopération avec les Turiens pour tester des nouvelles techniques de camouflage et de furtivité. Le joueur incarne le commandant Shepard alors que le Normandy se dirige vers Eden Prime, une colonie humaine ayant découvert un nouvel artefact prothéen.
Sur Eden Prime, le Commandant Shepard se retrouve pris au milieu d'un combat, les assaillants se révèlent être les Geth, espèce synthétique créée par les Quariens, peuple de la planète Rannoch, expulsés de cette dernière quelques siècles auparavant par les Geth s'étant rebellés et forcés à vivre comme des nomades. Les Geths sont commandés par Saren Artérius, un Spectre Turien renégat. Cherchant à sauver un de ses coéquipiers, le commandant se retrouve en contact avec un artefact prothéen qui grave une vision dans son esprit avant de s'autodétruire.
De retour sur la citadelle galactique, Shepard tente de convaincre le conseil de la culpabilité de Saren, il y parvient grâce à un enregistrement que lui confie la Quarienne Tali Zorah. Afin de retrouver Saren et procéder à son arrestation, le conseil octroie le statut de Spectre au commandant, lui confie le Normandy et le lance à la poursuite du Turien. Shepard commence à comprendre la vision gravée par la balise prothéenne dans son esprit et y voit un avertissement concernant une extermination massive perpétrée par une race de machines : Les Moissonneurs.

#### Déroulement
Alors qu'il poursuit Saren à travers la galaxie, la vision du commandant Shepard se précise grâce à la récupération d'un savoir prothéen sur Féros et de l'aide de l'Asari Liara T'Soni, les craintes se confirment : 50 000 ans auparavant, les Moissonneurs ont anéanti la civilisation prothéenne, éliminant ses représentants jusqu'au dernier. Saren a rejoint les Geth prenant les Moissonneurs pour une race divine dans le but de provoquer leur retour, il semble se servir d'un vaisseau Moissonneur, le Sovereign, doté d'une capacité d'endoctrinement afin de rallier les gens à sa cause. Shepard retrouve la trace du spectre renégat sur la planète Virmir.
Sur Virmire, alors que le commandant Shepard s'apprête à détruire un centre de recherches scientifiques visant à créer une grande armée Krogan, espèce belliqueuse dont la démographie a été fortement réduite après l'introduction d'une déficience génétique par les Turiens et Galariens dans leur population, lui et son équipe entrent en contact avec Sovereign qui se révèle ne pas être un vaisseau mais lui-même un exemplaire de Moissonneur, ce dernier leur détaille le plan à échelle galactique : ils sont eux-mêmes créateurs des relais cosmodésiques et de la citadelle, la civilisation évolue ainsi dans le sens qu'ils veulent, avant d'être moissonnée, c'est-à-dire intégralement exterminée, l'heure de la moisson a sonné. Shepard affronte Saren qui présente son affiliation à Sovereign comme la seule possibilité de survivre à la moisson mais il ne parvient pas à le vaincre et l'un de ses coéquipiers est sacrifié dans la destruction du centre.
De retour sur la citadelle, le conseil refuse de croire à l'existence des Moissonneurs et leur invasion imminente. Le Normandy est immobilisé, Shepard n'a pas l'autorisation de continuer la poursuite de Saren, le conseil estimant la flotte de défense suffisante pour empêcher la flotte Geth d'attaquer la citadelle. Grâce à l'aide du Capitaine Anderson, Shepard parvient à faire décoller le Normandy et part sur les traces du canal, lieu mystérieux que recherche Saren, indispensable au retour des Moissonneurs dont la position est identifiée grâce à l'analyse de la vision de Shepard par Liara T'soni. L'équipe prend la direction de la planète Ilos.
Sur Ilos, le commandant Shepard et son équipe trouvent une ancienne IV prothéenne du nom de Vigil qui leur donne toutes les informations concernant le canal : la citadelle est en réalité un immense relais cosmodésique, c'est par là que les Moissonneurs sont entrés dans la galaxie lors du cycle d'extermination prothéen. Les survivants prothéens ont créé le canal pour y être cryogénisés dans l'attente du départ des Moissonneurs mais l'extermination d'une civilisation demande beaucoup de temps, cherchant dès lors à empêcher la répétition du cycle, les chercheurs ont étudié les Veilleurs, race extraterrestre méconnue s'occupant de la maintenance de la Citadelle de façon permanente. Les Veilleurs sont selon toute vraisemblance sous les ordres des Moissonneurs, ces derniers répondent à un signal émis tous les 50 000 ans et déclenchent l'ouverture du relais de la citadelle. Grâce aux travaux prothéens, cette fois les Veilleurs n'ont pas répondu au signal. Sovereign, Moissonneur resté en retrait, doit donc déclencher le signal de lui-même en passant par la citadelle, le canal en est la clé car les prothéens étaient sur le point de percer les secrets de la technologie cosmodésique. Vigil supplie Shepard de mettre fin au cycle qui se répète depuis des millions d'années.
Reprenant la poursuite de Saren, le commandant Shepard atteint le canal qui débouche sur un relais cosmodésique menant à la citadelle.

#### Épilogue
Arrivée sur la station, l'équipe du commandant constate l'attaque des Geth et l'arrivée de Sovereign s'apprêtant à ouvrir le relais avec l'aide de Saren. Shepard entre en contact avec l'Alliance et leur somme de détruire Sovereign coûte que coûte. Finissant par trouver Saren au sommet de la tour du Présidium, là où siège le conseil galactique, Shepard l'affronte à nouveau et finit par le vaincre mais Sovereign se sert alors de ses facultés pour prendre le contrôle du cadavre de Saren qui se métamorphose et attaque Shepard. Le commandant parvient néanmoins à achever le Spectre contrôlé par le Moissonneur.
La connexion avec Saren étant brusquement interrompue, Sovereign se décroche de la tour du Présidium et ses boucliers se coupent, les vaisseaux de l'Alliance saisissent l'occasion pour ouvrir un feu groupé sur le Moissonneur, qui est pulvérisé.
Le commandant Shepard a sauvé la citadelle de l'attaque des Geths et la galaxie de l'invasion des Moissonneurs.

### Personnages
Le joueur incarne le commandant Shepard (Mark Meer / Jennifer Hale), officier des forces armées spéciales (N7) de l'Alliance interstellaire. De ses actions et décisions à bord de la frégate Normandy (en)[réf. nécessaire] dépendra le sort de l'espèce humaine et de toute la galaxie.
Shepard est toujours accompagné de deux membres de son équipage, à choisir en fonction des personnes embauchées au cours de l'aventure ou déjà présentes sur le vaisseau au début du jeu. Les différentes personnes pouvant accompagner Shepard sont : Kaidan Alenko (Raphael Sbarge), un humain et soldat de l'Alliance ayant des implants biotiques L2, ; Ashley Williams (Kimberly Brooks), une humaine de l'Alliance ayant le grade d'artilleur ; Garrus Vakarian (Brandon Keener (en)), un Turien, ancien membre de C-Sec,, le service de police de la Citadelle ; le Dr Liara T'Soni (Ali Hillis), une scientifique et archéologue Asari, ; Tali'Zorah « Tali » nar Rayya (Ash Sroka), une ingénieure Quarienne ; et Urdnot Wrex (Steven Barr (en)), un mercenaire Krogan.

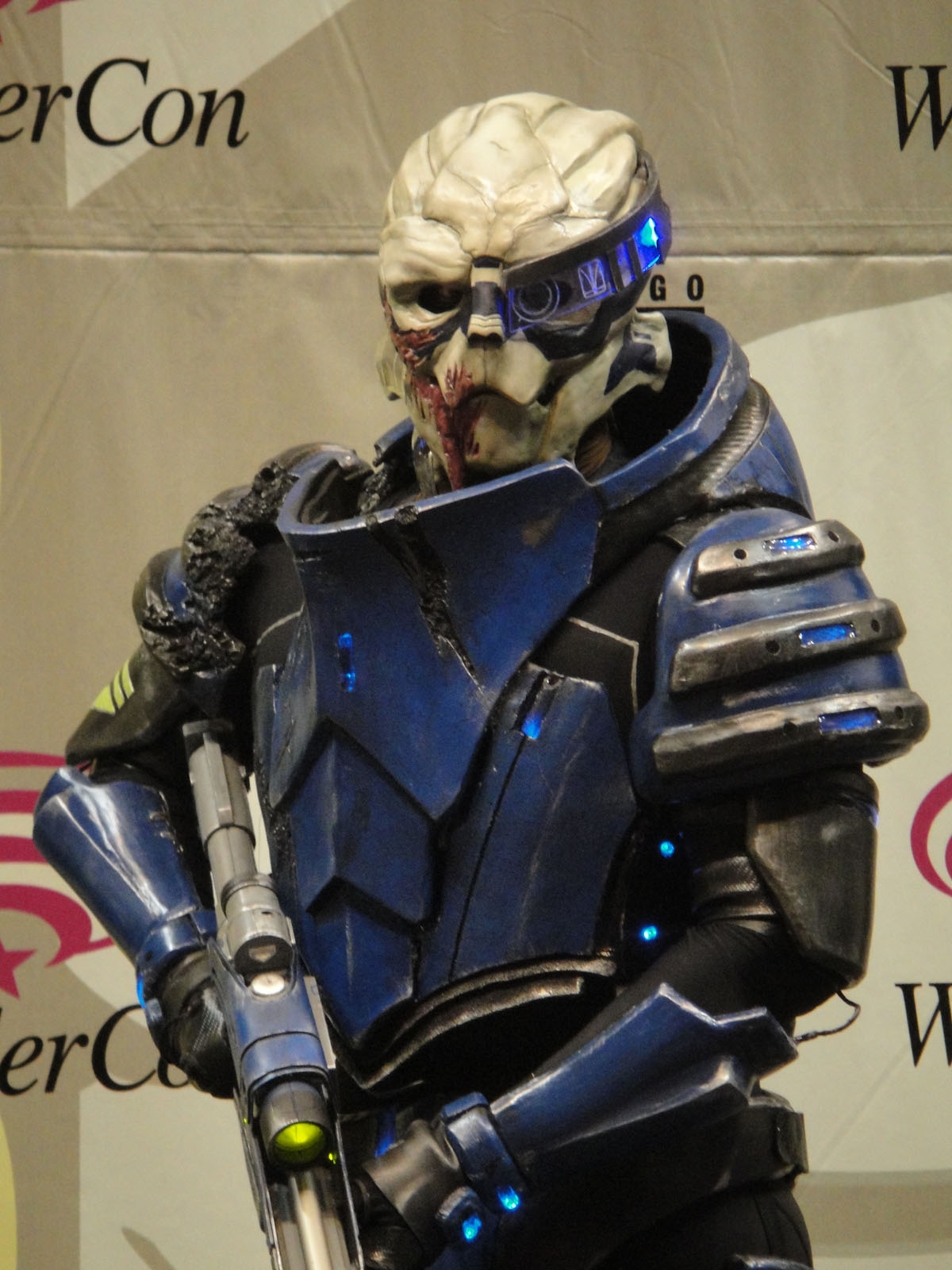
Un cosplayeur se faisant passer pour Garrus.

Outre le capitaine David Anderson (Keith David) qui cède sa place de commandant au début du jeu à Shepard, l'équipage comprend notamment :  Jeff « Joker » Moreau (Seth Green), le pilote du Normandy ; le navigateur Charles Pressly (Dwight Schultz) ; le Dr Karin Chakwas (Carolyn Seymour) ; le Lieutenant Gregory Adams (Roger L. Jackson) qui fait office de chef-ingénieur ; et Richard L. Jenkins (Josh Dean (en)) qui est un des soldats de l'Alliances. L'amiral Steven Hackett (Lance Henriksen), commandant de la Cinquième Flotte de l'Alliance.
Shepard est son équipage sont à la poursuite du Spectre et Turien Saren Arterius,(Fred Tatasciore). Il a pour alliée la Matriache Asari Benezia (Marina Sirtis) il sert la cause du Reaper Sovereign (Peter Jessop (en)).
Shepard devra à plusieurs reprises se rendre à la Citadelle. Parmi les personnages importants s'y trouvant, on peut rencontrer le Conseil de la Citadelle composé de trois conseillers de races différentes : un Turien (Alastair Duncan) ; une Asari (Jan Alexandra Smith) ; et un Salarian (Armin Shimerman). Se trouve également dans la Citadelle, l'ambassadeur Humain Donnel Udina (Bill Ratner (en)), représentant de l'Alliance.

## Système de jeu
Mass Effect est un jeu d'action et de jeu de rôle en vue à la troisième personne. La jouabilité est centrée principalement autour de phases de combats, d'exploration et de dialogues. Le joueur prend le contrôle du commandant Shepard dont l'apparence et le passé peuvent être modifiés, ce dernier ayant un impact sur certains dialogues. De plus, le joueur devra lui attribuer une des six classes disponibles.

### Système de combat
Les combats, comme les autres phases de jeu, se déroulent en temps réel et sont joués du point de vue du héros, le commandant Shepard, aidé par deux autres membres de son équipe, choisis au début de chaque mission. Les affrontements utilisent principalement des armes à feu, mais aussi du corps à corps, des grenades et des capacités spéciales différentes selon les personnages. Il n'y a pas de munitions pour les armes à feu, mais une jauge de température, située en bas à gauche de l'écran, qui augmente quand le joueur tire, et diminue sinon. En cas de surchauffe, l'arme est inutilisable jusqu'à ce que toute la chaleur ait été dissipée. Lorsque des ennemis sont tués ou des missions réalisées, le joueur gagne des points d'expérience, qui permettent de gagner des niveaux. À chaque niveau gagné, il est possible d'améliorer certaines caractéristiques, comme l'utilisation d'une arme, l'habileté à la négociation ou les capacités spéciales.
Il est possible de combattre en utilisant un véhicule, appelé le Mako qui dispose d'un canon et d'une mitrailleuse, apportant plus de puissance de feu et protégeant les personnages, mais qui n'est pas utilisable dans les bâtiments ou sur certains terrains.
Chaque combattant dispose d'un fusil d'assaut comme arme principale, d'un pistolet comme arme secondaire, d'un fusil de précision pour les tirs à distance et d'un fusil à pompe pour les tirs rapprochés.
Les soldats sont protégés par des armures diminuant l'impact des balles en plus de générer des boucliers, sortes de champs de force, qui doivent être détruits avant de savoir faire des dégâts, matérialisés par une barre de vie.
Il est possible d'acheter ou de récupérer sur les ennemis tués différents types d'armes, d'armures, ou d'amélioration, plus puissantes à mesure de la progression dans le jeu.

### Classes et talents
Il existe six classes de base, couvrant jusqu'à trois domaines de compétence. Certaines classes concentrent toutes leurs capacités dans un seul domaine, d'autres les répartissent entre deux domaines pour une plus grande polyvalence. Les trois domaines sont Technologie, qui permet l'utilisation de capacités comme le piratage ou le sabotage, Militaire, qui donne une meilleure maîtrise des armes, et Biotique qui permet de créer des champs de gravitation (mass effect field), autorisant des capacités telle que la lévitation ou la destruction des boucliers de l'ennemi. La montée en niveau permet d'améliorer les compétences de chaque classe.
Chacun des membres du commando a une classe différente : Ashley est entièrement militaire, Kaidan est technologique et biotique, Garrus est technologique et militaire, Liara est entièrement biotique, Tali est technologique, Wrex est biotique et militaire. Il est possible de choisir la classe du commandant Shepard au début d'une partie, mais cette option n'est plus modifiable par la suite.

### Système de dialogue
Mass Effect utilise un système de dialogue original. Contrairement aux réponses « mot-pour-mot » aux commentaires des personnages non-joueurs habituellement affichées dans les jeux vidéo de rôle, c'est plutôt ici le ton général des réponses qui est affiché.
Le menu radial des choix de dialogue est affiché en bas de l'écran quand on commence une conversation. Le menu est divisé au maximum en six sections et chaque section affiche un résumé bref, par exemple « allons-y ». Les réponses présentes sur le côté gauche, permettent de manière général d'approfondir la conversation. Régulièrement, le joueur a la possibilité entre trois types de réponses : une réponse neutre, une agressive et une pacifique. Selon le choix opéré, la discussion prendra une tournure amicale, neutre ou belliqueuse. Enfin, certaines réponses ne sont accessibles que si le personnage a atteint un certain niveau dans son orientation morale. Cette orientation morale est définie selon deux traits de caractères indépendants, l'un représentant plutôt un certain altruisme (Conciliation) et l'autre un individualisme (Pragmatisme). Selon les choix faits dans certains dialogues ou les actions entreprises par le joueur, le héros gagne des points dans l'un ou l'autre de ces traits de caractères, voire des deux à la fois. En général, les choix sont exclusifs, mais le système conserve une souplesse qui permet d'orienter son personnage dans une direction générale sans pour autant s'interdire de temps en temps de faire un choix y contrevenant largement.
Autre nouveauté, le menu radial de choix des dialogues apparait en général quelques secondes avant la fin de la réplique de l'interlocuteur, ce qui permet de choisir une nouvelle réponse rapidement et d'obtenir une conversation fluide et naturelle.

### Récompenses
Dans Mass Effect, le système de succès mis en place dans les jeux Xbox 360 est exploité différemment de la plupart des autres titres de la console. Non seulement chaque succès donne droit à des points de Gamertag, mais donne également un bonus directement applicable au cours de la partie, comme un pourcentage supplémentaire de santé ou de bouclier. Les succès existent aussi sur la version PC du jeu et apportent aussi les mêmes petits avantages pour les parties suivantes que la version console.

## Développement et réalisation

### Scénario et script
Le scénario et le script de Mass Effect est l'œuvre de l'auteur canadien Drew Karpyshyn qui est déjà à l'origine de nombreux jeux estampillés Bioware depuis son arrivée en 2000, dont Star Wars: Knights of the Old Republic pour lequel il est également l'auteur principal,. BioWare comporte plus d'une douzaine de scénaristes qui travaillent sur différents projets du studio et cinq ont participé à Mass Effect. Selon Karpyshyn, il a fallu plus de trois ans pour réussir à tout mettre dans le jeu, ce qui comprend 400 000 mots pour 20 000 lignes de dialogues.
L'objectif de l'équipe travaillant sur le script était, d'après Karpyshyn, de poursuivre la tradition des jeux Bioware dans lesquels les personnages secondaires accompagnant le héros ont une histoire personnelle approfondie, des motivations et des opinions qui leur sont propres, et avec lesquels on peut réellement interagir, s'en faire des alliés incontournables, des ennemis ou encore avoir une romance avec certains d'entre eux.
BioWare souhaite que les joueurs se sentent spéciaux et autonomes dès le début du jeu, ce qui est considéré comme un défi par rapport aux jeux de rôle. Le studio souhaite ainsi un protagoniste mémorable comme le capitaine Kirk de la série Star Trek (1966-1969) ou Jack Bauer de la série 24 (2001-2010) qui donnent une « saveur très spécifique ». Casey Hudson développe : « Je pense que par le passé, les jeux de rôle consistaient généralement davantage à créer un récipient complètement vide que vous remplissiez ensuite selon les choix que vous faisiez. Et cela peut être vraiment cool, mais cela laisse aussi de côté un peu la texture de ce que signifie être quelqu'un de spécifique ou d'avoir un esprit spécifique dans une aventure »,.
Les deux versions du commandant Shepard sont respectivement interprétées par Jennifer Hale et Mark Meer. Pour concevoir les personnages, le studio a pris des mannequins ou des acteurs comme modèles, un exemple connu étant l'actrice Jillian Murray pour le personnage du Dr LIara T'Soni.
Une autre ligne directrice du travail de rédaction a été de pouvoir retranscrire dans Mass Effect l'ambiance, le ton et la profondeur des grands classiques cinématographiques des années 1980 tels que Alien, Blade Runner, Terminator, en apportant au jeu l'originalité suffisante pour élever Mass Effect au rang de classique de science-fiction du jeu vidéo. Dans cet objectif, les situations auxquelles se retrouve confronté le héros ont été voulues assez extrêmes et dramatiques afin de plonger le joueur au cœur de l'intrigue et de l'action, en n'oubliant pas une pointe d'humour, de sarcasme et de malice.
Chaque planète a son propre scénariste, mais ces derniers examinent le travail de leurs homologues afin d'apporter des idées.
La localisation francophone du jeu a été assurée par la société Exequo. Le jeu est intégralement doublé en français. Shepard est interprété par Boris Rehlinger (John Shppard) ou Pascale Chemin, (Jane Sheppard). Le reste de l'équipage est doublé par Stéphane Ronchewski (Kaidan Alenko), Géraldine Asselin (Ashley Williams), Laura Blanc (Liara T'soni), Gilles Morvan (Garrus Vakarian), Françoise Escobar (Tali'Zorah Nar Rayya), Marc Bretonnière (Urnot Wrex). Le capitaine David Anderson est doublé par Alain Choquet et Joker par François Créton. Le doubalge est assuré par la société Triom Production et est dirigé par Mathieu Richer. La version française du jeu est bien reçue, et est qualifiée d’excellente par Gamekult qui regrette cependant qu'il soit impossible de jouer au jeu en anglais sur console.

### Musique

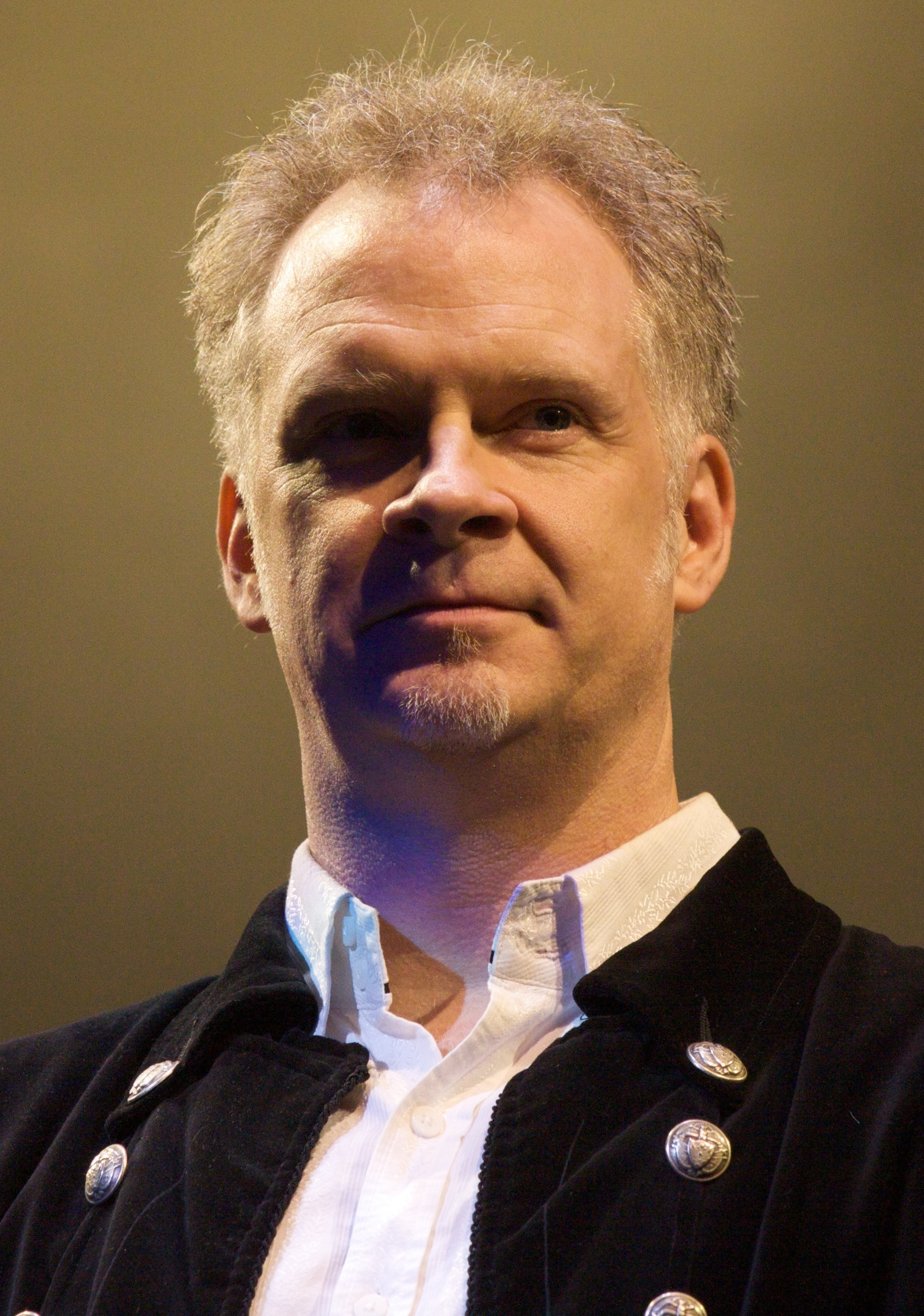
Jake Wall est le compositeur principal du jeu.

La bande originale de Mass Effect est principalement composée et produite par Jack Wall qui a déjà collaboré avec BioWare pour le jeu Jade Empire en 2005. Il a demandé l'aide de Sam Hulick, crédité comme compositeur, pour l'aider avec les sons électroniques, tandis que la bande originale inclut également des musiques additionnelles de Richard Jacques et David Kates,. Elle a été distribuée le 20 novembre 2007 par Sumthing Distribution, le même jour que la sortie nord-américaine du jeu, et comporte 37 pistes. La dernière piste, intitulée M4 Part 2, est jouée par le groupe de rock indépendant canadien Faunts et diffusée durant le générique de fin.
L'ambiance générale emprunte aux thèmes classiques de la science-fiction et du space opera. Selon la revue de presse, la musique du jeu fut inspirée par les classiques de la science-fiction tels que Blade Runner et Dune. Certains morceaux de la bande originale du jeu ont été jouées lors du Video Games Live.
Plusieurs morceaux sont manquants dans la bande originale, dont la musique initiale à bord du Normandy avant Eden Prime, la musique de l'assaut sur Virmire/le sauvetage de Tali, la « musique de réussite » à la fin de la mission Scan the Keepers et la musique de fond sur Ilos.
| 1.  | Mass Effect Theme      | Sam Hulick                               | 2:21 |
| 2.  | The Normandy           | Sam Hulick                               | 1:35 |
| 3.  | Eden Prime             | Jack Wall                                | 1:34 |
| 4.  | Battle at Eden Prime   | Sam Hulick                               | 1:23 |
| 5.  | Saren                  | Jack Wall                                | 2:00 |
| 6.  | The Citadel            | Sam Hulick, Jack Wall et Richard Jacques | 1:45 |
| 7.  | The Presidium          | Jack Wall                                | 1:32 |
| 8.  | The Wards              | Jack Wall                                | 3:14 |
| 9.  | Criminal Elements      | Jack Wall                                | 1:56 |
| 10. | Spectre Induction      | Sam Hulick, Jack Wall et Richard Jacques | 1:55 |
| 11. | Liara's World          | Jack Wall                                | 2:35 |
| 12. | A Very Dangerous Place | Sam Hulick                               | 2:40 |
| 13. | Feros                  | Jack Wall                                | 1:34 |
| 14. | Protecting the Colony  | Sam Hulick                               | 1:56 |
| 15. | The Thorian            | Richard Jacques et Jack Wall             | 3:12 |
| 16. | Noveria                | Jack Wall                                | 2:14 |
| 17. | The Secret Labs        | Sam Hulick                               | 2:39 |
| 18. | The Alien Queen        | Sam Hulick, Jack Wall et Richard Jacques | 1:44 |
| 19. | Fatal Confrontation    | Jack Wall                                | 1:09 |
| 20. | Saren's Base           | Jack Wall                                | 1:37 |
| 21. | Breeding Ground        | Sam Hulick et Jack Wall                  | 3:47 |
| 22. | Virmire Ride           | Jack Wall                                | 1:41 |
| 23. | Exit                   | Sam Hulick, Jack Wall et Richard Jacques | 1:54 |
| 24. | Love Theme             | Jack Wall                                | 1:54 |
| 25. | Uncharted Worlds       | Sam Hulick                               | 1:16 |
| 26. | Ilos                   | Jack Wall                                | 1:39 |
| 27. | Vigil                  | Jack Wall                                | 1:44 |
| 28. | Sovereign's Theme      | Sam Hulick                               | 1:19 |
| 29. | Uplink                 | Sam Hulick                               | 1:12 |
| 30. | Battling Saren         | Jack Wall                                | 1:38 |
| 31. | In Pursuit of Saren    | Sam Hulick et Jack Wall                  | 1:37 |
| 32. | Infusion               | Sam Hulick, Jack Wall et David Kates     | 1:30 |
| 33. | Final Assault          | Sam Hulick, Jack Wall et David Kates     | 2:02 |
| 34. | Victory                | Sam Hulick                               | 0:51 |
| 35. | From the Wreckage      | Sam Hulick                               | 1:54 |
| 36. | The End (Reprise)      | Sam Hulick et Jack Wall                  | 1:10 |
| 37. | M4 Part 2              | Faunts                                   | 8:18 |

## Accueil

### Ventes
Mass Effect a connu un franc succès et a été largement acclamé par les critiques. Le jeu s'est vendu à plus de deux millions d'exemplaires à travers le monde sur Xbox 360, ce qui en fait l'une des meilleures ventes de la console de salon de Microsoft.
En vue des excellentes ventes du jeu, Microsoft a pris la décision de vendre le jeu dans sa gamme Classics en mars 2009.
Le studio BioWare ayant été racheté par la société Electronic Arts, c'est cette dernière qui édite la version Windows sortie le 28 mai 2008 aux États-Unis (le 5 juin en France).

### Critiques de la presse
Le jeu (et ses suites) est classé à la 6e place des « meilleurs jeux de tous les temps » par Jeuxvideo.com.
La presse spécialisée apprécie globalement le jeu. Gamekult lui attribut la note de 8 sur 10 et souligne « gameplay soigné et son univers assez fabuleux et très travaillé » tout en regrettant certains décors décevants. Pour Jeuxvideo.com il s'agit « d'une aventure exaltante, enchâssée dans un univers superbement cohérent » malgré quelques défauts notamment lors des phases de véhicules ratés et une durée de vie trop faible. Libération estime en 2007 que c'est l'un « des jeux les plus attendus de cette fin d'année ».

### Récompenses
Le bon accueil critique de Mass Effect s'est traduit par sa nomination dans plusieurs catégories lors de salons et événementiels vidéoludiques lors de la sortie, dont il a remporté plusieurs prix.

#### Festivals de jeu vidéo
Autour de sa sortie, lors des salons E3 2006 et 2007 à Los Angeles, Mass Effect a obtenu des récompenses prestigieuses. Nommé en 2006 pour le prix du meilleur jeu console, la récompense est attribuée cette année à Gears of War. Il n'obtiendra le prix que l'année suivante lors du salon 2007, face à BioShock, Call of Duty 4: Modern Warfare, Rock Band et Super Mario Galaxy. Cette même année, le prix du meilleur jeu du salon, pour lequel Mass Effect est en lice, est finalement attribué à Rock Band.
Le jeu obtient également en 2006 et 2007 le prix du meilleur jeu de rôle,, la première année au détriment de Final Fantasy XII, Neverwinter Nights 2 et World of Warcraft: The Burning Crusade et en 2007 face à Eternal Sonata, Fable 2, Fallout 3 et Hellgate: London.

#### Autres récompenses
Mass Effect a également été nommé aux Game Developers Choice Awards 2008, récompenses attribuées chaque année par l'International Game Developers Association aux développeurs de jeu vidéo qui se sont distingués par des productions innovantes. Le jeu était en lice pour trois récompenses :
- prix de l'innovation, le concepteur Casey Hudson et le directeur artistique Preston Watamaniuk ; le prix a été remporté par le jeu Portal,
- game design, idem,
- audio, pour le travail des chefs de projet audio Steven Sim et Michael Kent et des musiciens Jack Wall et Sam Hulick ; le prix a été remporté par le jeu BioShock,
- l'écriture, pour le travail de l'auteur principal Drew Karpyshyn et de trois des quatre auteurs crédités au générique : Mac Walters, Patrick Weekes, Chris L'Etoile[1] ; là encore, c'est Bioshock qui a été récompensé.

Lors de la cérémonie 2008 des BAFTA Games Awards, Mass Effect a également été nommé pour le prix de la meilleure histoire et des meilleurs personnages. Le prix a été attribué finalement à Call of Duty 4: Modern Warfare.

## Postérité

### Contenus téléchargeables
Deux suppléments téléchargeables payants sur Xbox Live et PC ont été réalisés pour le premier épisode : Turbulences à 900 000 pieds (Bring Down the Sky) en version originale, disponible le 29 juillet 2008, et Pinnacle Station, réalisé le 26 août 2009. Le prix était de 4,76 € pour les deux (ou 400 points Microsoft Sur Xbox live).
Turbulences à 900 000 pieds était offert gratuitement aux acheteurs de la version PC du jeu sortie un an après la version Xbox. Cette extension est également gratuit aux possesseurs de l'édition Classics sur 360 - par le moyen d'un disque bonus regroupant des vidéos.

### Mass Effectdans la trilogie
Mass Effect est le premier jeu d'une trilogie. Les deux suites continuent de suivre l'histoire de Shepard. Mass Effect 2 est sorti en janvier 2010 et le troisième volet est sorti le 8 mars 2012. Il est intéressant de savoir que Mass Effect 2 tient compte des choix qui ont été faits par les joueurs ayant joué au premier opus, de même que Mass Effect 3 met en valeur les décisions prises dans le précédent volet.
Parallèlement à cette trilogie, d'autres jeux explorent l'univers de Mass Effect, comme Mass Effect Galaxy disponible sur iOS.

### Controverse sur la protection SecuROM
Lors de sa commercialisation sur les systèmes Windows, Electronic Arts a mis en place un système de protection contre la copie des CD/DVD très controversé : SecuROM. Initialement, ce système autorisait l'installation d'une même copie du jeu, achetée légalement, sur seulement trois machines différentes (au-delà, il faut contacter la hotline Electronic Arts). Au lancement du jeu, il accède également à un serveur Electronic Arts, via Internet, pour vérifier l'authenticité de la clé d'activation spécifiée lors de l'installation, ce qui oblige le joueur à avoir une connexion Internet, même pour jouer à la partie solo, et ce contrôle est réeffectué tous les dix jours.
Face aux multiples critiques des joueurs sur internet, Electronic Arts a allégé le DRM et les versions boites ne requièrent désormais qu'une unique activation lors du premier démarrage après l'installation du jeu, d'un patch ou d'un contenu téléchargeable pour le jeu. De plus, la limite d'installations concurrentes est portée à 5 machines et depuis début 2009, EA fournit gratuitement un utilitaire permettant de désactiver une installation et donc de récupérer une des installations pour une autre machine. Enfin, les copies achetées et téléchargées via Steam n'utilisent que le système de DRM intégré à Steam.